# En la orilla
Nota: Otra novela titulada "En la orilla..." fue escrita por el autor Manuel Pombo Angulo
En la orilla es la novena novela del escritor español Rafael Chirbes, publicada en 2013 por Anagrama. Calificada por los medios como «la novela definitiva sobre la crisis» de la burbuja inmobiliaria, ganó el premio Francisco Umbral al Libro del Año y el Premio Nacional de Narrativa y el de Crítica al año siguiente. Se han hecho traducciones de la obra a diez idiomas. En general fue bien recibida por la crítica.

## Argumento y temáticas
La novela está situada en Orba, un pueblo al norte de la provincia de Alicante, en la comarca de la Marina Alta, y transcurre durante la década de 2010. La trama gira en torno a un carpintero llamado Esteban que a los setenta años, debido a la crisis económica, se ve en la necesidad de clausurar su taller. Está construida con una enumeración de monólogos que aparentemente no tienen ligamento y son anacrónicos, pero sirven para representar un pasado de opulencia y un presente de miseria. En ellos se alterna la primera y la tercera persona. Dado que su primer capítulo sugiere la imagen de un pantano, algunos críticos interpretaron esto como una metáfora de la realidad que la novela intentaría representar, que está en degradación. Cuenta la historia de un círculo de familias empobrecidas a nivel económico, social y ético que viven la crisis de diferentes formas. Además de la crisis, los temas de la novela son «la muerte, [...] la vejez, [...] la degradación del cuerpo y [...] el poder destructor del dinero».